# Temnothorax mpala
Temnothorax mpala (лат.) — вид мелких по размеру муравьёв рода Temnothorax трибы Formicoxenini из подсемейства Myrmicinae семейства Formicidae.

## Распространение
Афротропика (Кения, Laikipia District, Mpala Research Centre).

## Описание
Мелкие желтовато-бурые муравьи (2-3 мм). Скапус короткий (не достигает затылочного края головы), метанотальная бороздка отсутствует. Сложные глаза относительно крупные. Голова длиннее свой ширины (CI 72.8-75.9) с параллельными боками. Длина головы (HL) 0,59-0,67 мм; ширина головы (HW) 0,44-0,48 мм, длина скапуса усика (SL) 0,43-0,46 мм. Клипеус и брюшко гладкие и блестящие. Проподеальные шипики средней длины. Усики рабочих и самок 12-члениковые (у самцов 13-члениковые). Малочисленные семьи обитают в гнёздах, расположенных в подстилке и древесных остатках.

## Систематика
Вид Temnothorax mpala был впервые описан в 2015 году Мэттью Пребусом (University of California, Davis, Davis, Калифорния, США). Включён вместе с видами Temnothorax brevidentis, Temnothorax megalops и Temnothorax rufus в состав видовой группы Temnothorax laurae species group. Видовое название дано по названию антилопы мпалы (на языке племени банту, которую содержал их вождь) и месту обнаружения в исследовательском центре Mpala Research Centre (Кения).